# Alina Rodríguez
Alina Rodríguez (l'Havana, 4 d'octubre de 1951-27 de juliol de 2015) va ser una actriu cubana.
Va actuar en pel·lícules, sèries de televisió i teatre per més de tres dècades, es va convertir en favorita del públic i la crítica.
Va morir el 27 de juliol de 2015, als 63 anys.

## Filmografia

### Cinema
- 1986, Otra mujer, direcció Daniel Díaz Torres
- 1990, María Antonia, direcció Sergio Giral
- 2000, Lista de Espera
- 2014, Conducta, per la qual va guanyar el premi a la millor actriu en la XXI Mostra de Cinema Llatinoamericà de Catalunya[3]

### Teatre
- 2014, Contigo, pan y cebolla

### Televisió
- 1987, La séptima familia (telenovel·la)
- 1997, Tierra Brava (telenovel·la)
- 2007, Historias de Fuego (telenovel·la)